# 短身腔蝠魚
短身腔蝠魚（學名：Coelophrys brevipes），為輻鰭魚綱鮟鱇目棘茄魚亞目棘茄魚科的其中一種。分布於西太平洋區的印尼海域，屬底棲性魚類，棲息深度約水深933公尺，全身具骨板，在身體的側面表面上有單一的瘤。眼大，誘餌洞寬度等於眼直徑。背鰭軟條6枚； 臀鰭軟條4枚；脊椎骨16個，體長可達5.1公分。

## 扩展阅读
維基物種上的相關：短身腔蝠魚